# إطلاق النار شمال نيجيريا 2012
إطلاق النار شمال نيجيريا 2012 وقع حادثا إطلاق نار في نيجيريا في قداس يوم عيد الميلاد في شمال نيجيريا في 25 ديسمبر 2012 في كنائس في مايدوجوري وبوتيسكوم. تم الإبلاغ عن ما لا يقل عن اثني عشر ضحية. زعمت منظمة بوكو حرام أنها ليست مسؤولة، ولكن يشتبه فيها.
في مدينة بوتيسكوم يوبي شمال شرق البلاد، أطلق مسلحون النار على ما لا يقل عن 6 من رواد الكنيسة. بعد ذلك أضرمت النار في الكنيسة. كما قُتل في مايدوجوري 6 من رواد الكنيسة، بمن فيهم كاهن الكنيسة.
بعد ثلاثة أيام في 28 ديسمبر قُتل 15 مسيحياً في قرية مُصاري. غزا المهاجمون القرية وقطعوا حناجرهم وهم نائمون. وكان من بين الضحايا ضابط مرور و14 مدنياً.